# 금성초등학교 (담양군)
금성초등학교는 대한민국 전라남도 담양군 금성면 석현리에 있는 공립 초등학교이다.

## 학교 연혁
- 1923년 9월 10일 금성공립보통학교 개교
- 1938년 4월 1일 금성공립심상소학교 개칭
- 1941년 4월 1일 금성공립국민학교 개칭
- 1992년 3월 2일 광덕국민학교 통합
- 1993년 3월 2일 금성남국민학교 통합
- 1996년 3월 1일 금성초등학교 개칭
- 2015년 9월 1일 제27대 이성준 교장 부임
- 2017년 2월 14일 제92회 졸업(남 4명, 여 4명, 계 8명 총 누계(계 6,383명))

## 학교 상징
- 교화 - 목련 : 청결, 사랑
- 교목 - 은행나무 : 성장, 발전
- 교색 - 녹색 : 희망, 평화

## 참고 자료
- 금성초등학교 - 한국교육학술정보원 학교알리미